# Slaget ved Chickamauga
Slaget ved Chickamauga blev udkæmpet i september 1863 under Den Amerikanske Borgerkrig. Slaget markerede afslutningen på en unionsoffensiv, som flyttede fronten fra det centrale Tennessee til det nordlige Georgia. Slaget var den mest klare sejr til Sydstaterne i det vestlige operationsområde under hele krigen.
Slaget stod mellem Unionens Cumberland-hær under generalmajor William Rosecrans og Sydstaternes Tennessee-hær under general Braxton Bragg og blev opkaldt efter et nærliggende vandløb, som flyder ind i Tennessee floden 5-6 km fra Chattanooga. Chickamauga er et indiansk ord, som betyder stillestående vand, eller knap så præcist, "Dødens flod," en udlægning som måske stammer fra efter slaget.

## Indledende manøvrer i kampagnen
I sin vellykkede Tullahoma kampagne i sommeren 1863 gik Rosecrans mod sydøst fra Murfreesboro, Tennessee og pressede Bragg tværs gennem Tennessee til byen Chattanooga.
Undervejs led han kun et tab på 560 mand. Chattanooga var en meget vigtig by for Unionen, fordi man her undgik bjergkæden Appalacherne, som ellers beskyttede Sydstaterne mod angreb vestfra.
Med kontrol over Chattanooga kunne Unionen gå ind i Georgia og true Atlanta og store dele af Sydstaternes bagland. Den øverstkommanderende unionsgeneral Henry W. Halleck insisterede på, at Rosecrans handlede hurtigt for at erobre Chattanooga. Præsident Lincoln udtalte, at "den, som kontrollerer Chattanooga, vil vinde krigen." Chattanooga var også af vital betydning for Sydstaterne. Området mellem Lookout Mountain, Missionary Ridge, Raccoon Mountain og Stringer's Ridge var strategisk vigtigt. Derudover var Chattanooga et jernbaneknudepunkt med linjer nordpå til Nashville og Knoxville og sydpå til Atlanta. Området var et centrum for handel og bankvirksomhed og et industricentrum (jern og koks) ved den sejlbare Tennessee flod.
Rosecrans trak det ud i uger, men endelig genoptog han offensiven den 16. august med det mål at tvinge sydstatshæren ud af Chattanooga ved at true dens forsyningslinier mod syd. Tennessee floden var en væsentlig barriere på hans vej, og Rosecrans gennemførte forskellige afledningsmanøvrer for at forhindre Bragg i at genere hans krydsning af floden ved Caperton's Ferry. Det 2. slag ved Chattanooga var en del af denne afledning. Oberst John T. Wilder fra det XIV Korps flyttede en brigade hen i nærheden af Chattanooga og beskød byen med artilleri i to uger, hvilket fik Bragg til at tro, at dette var retningen, Unionshæren ville tage. Rosecrans overskred Tennessee floden uden at møde modstand. Terrænet på den anden side floden var voldsomt. Det bestod af en lang kæde af forrevne bjerge, kendt som Lookout Mountain og Missionary Ridge, hvor vejnettet var meget dårligt.
Bragg og den konfødererede overkommando var nervøse over denne udvikling og tog skridt til at forstærke Bragg. General Joseph E. Johnstons hær sendte en division fra Mississippi under generalmajor Hiram T. Walker den 4. september. og general Robert E. Lee sendte et korps under generalløjtnant James Longstreet fra Virginia.
- General
Braxton Bragg, CAS
- Generalmajor
James Longstreet, CSA
- Generalmajor
William Rosecrans, USA
- Generalmajor
George H. Thomas, USA

De tre korps i Rosecrans' hær delte sig og rykkede frem ad hver sin vej, på de kun 3 veje, som var brugbare. På højre flanke var det XX korps under generalmajor Alexander M. McCook, som rykkede mod sydvest til Valley Head i Alabama. I cemtrum var XIV Korps under generalmajor George H. Thomas, som rykkede lige over grænsen til Trenton i Georgia; og på venstre fløj var XXI korps under generalmajor Thomas L. Crittenden, som gik direkte mod Chattanooga rundt om Lookout Mountain. Den 8. september evakuerede Bragg Chattanooga efter at have erfaret, at Rosecrans nu stod bag ham. Han flyttede hæren sydpå langs LaFayette vejen mod byen LaFayette i Georgia. Han var klar over Rosecrans' dispositioner og planlagde at besejre ham ved at angribe hans korps et for et. Korpsene var spredt ud over et område på 65 km, og var for langt fra hinanden til at kunne understøtte hinanden.
Rosecrans var overbevist om, at Bragg var demoraliseret og på flugt til enten Dalton, Rome eller Atlanta. I stedet var Bragg'shær i lejr ca. 32 km syd for Chattanooga. Sydstatssoldater, som udgav sig for at være desertører styrkede Rosecrans i hans overbevisning. Han beordrede McCook til at svinge rundt om Lookout Mountain ved Winston's Gap og bruge sit kavaleri til at afbryde Braggs forsyningslinie med jernbane ved Resaca. Crittenden skulle erobre Chattanooga og derefter fortsætte sydpå i forfølgelse af Bragg. Thomas skulle fortsætte sin fremmarch mod La Fayette. Den 10. september stødte Thomas' forreste division under generalmajor James Negley, på en sydstatsdivision under generalmajor Thomas C. Hindman, og en skudveksling udviklede sig ved Dug Gap i Pigeon Mountain. Træfningen blev kendt som slaget ved Davis' Cross Roads. Efter træfningen trak Negleys styrker sig tilbage til Stevens's Gap i Lookout Mountain.
Bragg besluttede at angribe Crittenden og beordrede generalmajor Leonidas Polk til at angribe Crittenden's forreste division under brigadegeneral Thomas J. Wood tidligt den 13. september med Polks og Walkers korps, idet han antog, at Crittendens divisioner var adskilt.
Polk blev imidlertid klar over, at Crittenden havde samlet sine divisioner og valgte ikke at angribe, hvilket gjorde Bragg rasende. For anden gang på tre dage var det ikke ikke lykkedes for Bragg at få sine underordnede til at angribe til tiden, og nu var Rosecrans langt om længe i færd med at samle sine styrker.
Den 17. september var de tre unionskorps igen samlet og langt mindre sårbare overfor angreb. Bragg besluttede imidlertid, at han stadig havde en mulighed. Forstærket med tropper fra Virginia under generalmajor James Longstreet foruden tropper fra Mississippi under brigadegeneral Bushrod R. Johnson besluttede han om morgenen den 18. september at rykke frem mod Crittendens venstre fløj og afskære de tre unionskorps fra deres forsyningsbase i Chattanooga.

## Slaget ved Chickamauga
Mens Bragg marcherede nordpå ad Lafayette-vejen for at angribe Crittendens XXI korps den 18. september, var hans kavaleri og infanteri i kamp med unionskavaleri og beredent infanteri under kommando af oberst Robert Minty og oberst John T. Wilder (hvis tropper var udstyret med Spencer repetérgeværer. Styrken under Hood, Walker og Simon Bolivar Buckner krydsede den vestlige Chickamauga Creek og slog lejr lige vest for vandløbet. Crittendons korps var knap 2 km vest for deres stilling. Selv om Bragg havde opnået en vis grad af overraskelseseffekt, lykkedes det ham ikke for alvor at udnytte den. Rosecrans havde set støvet fra de fremrykkende sydstatshære om morgenen og forudså Braggs plan. Han beordrede Thomas og McCook til at støtte Crittenden, og mens sydstatshæren krydsede vandløbet, begyndte Thomas at ankomme bag Crittenden.
Om morgenen den 19. september var Thomas' fire divisioner spredt nord for Crittendens stilling. Bragg var imidlertid ikke klar over, at Thomas var ankommet, og troede at Crittenden udgjorde unionshærens venstre flanke. Unionens kommandører var ligeledes uvidende om sydstatshærens dispositioner og vidste ikke, at den havde overskredet Chickamauga Creek den foregående aften. Tidligt om morgenen forenede Buckners korps og generalmajor Benjamin F. Cheathams division sig med Hood and Walker.
Kampen denne morgen startede med et angreb fra Thomas, som troede, at han blot angreb en mindre styrke under brigadegeneral Nathan Bedford Forrest foran sig. Kampen udvidede sig og varede hele dagen, efterhånden som Bragg og Rosecrans bragte nye styrker ind i kampen. Kampene bølgede frem og tilbage, først angreb den ene side, så den anden, men efterhånden som dagen gik, kunne sydstatshærens talmæssige overlegenhed mærkes, og unionsstyrkerne blev langsomt presset tilbage mod vejen til LaFayette.
Den følgende nat, mens Rosecrans flyttede rundt på sine divisioner, så de udgjorde en mere kompakt forsvarslinie, planlagde Bragg at fortsætte sin offensiv den 20. september og igen prøve at omgå Unionens venstre flanke. Han reorganiserede sin hær i to fløje under kommando af Polk og Longstreet (som netop var ankommet fra Virginia), med udgangspunkt i hvor enhederne netop befandt sig og uden at tage hensyn til den sædvanlige kommandostruktur. Det lader til, at Bragg ikke var klar over, hvor alvorlige kampene havde været den dag, for da Longstreet ankom om aftenen, sagde Bragg til ham, at "tropperne har været involveret i ... alvorlige skudvekslinger, mens de forsøgte at komme i slagorden".
Den 20. september skulle generalmajor D.H. Hill angribe Unionens højre flanke kl. 7.30, men
han udskød det i to timer. Senere hævdede han, at han ikke havde fået ordren, men mere sandsynligt er det, at han var utilfreds med ikke at have fået kommandoen over fløjen. General Thomas' mænd brugte den rolige morgen til at lave primitive brystværn langs deres linje omkring Kelly Field. Kort efter at Hills angreb begyndte, angreb en af hans divisioner under generalmajor John C. Breckinridge Thomas' venstre flanke og var i stand til at omgå den og midlertidigt falde Thomas i ryggen. Kl. 10.15 var en del af generalmajor James S. Negley's division, som var holdt i reserve, rykket nordpå og havde slået angrebet tilbage. Det næste angreb fra sydstatshæren var af generalmajor Patrick R. Cleburne, men han blev stoppet af ild fra brystværnet ved Kelly Field.
Bragg var bekymret over, at hans angreb på Unionens venstre side og beordrede et generalangreb langs hele linjen. Klokken 11 blev angreb fra generalmajorerne Alexander P. Stewart og Walker slået tilbage.
Thomas anmodede om forstærkninger, og Rosecrans begyndte at flytte enheder for at reagere på de indledende angreb på hans flanke. Omkring kl. 11 blev general T.J. Wood beordret til at erstatte brigadegeneral John Milton Brannans division, som var blevet beordret til at støtte Thomas. Brannan havde imidlertid ikke fulgt ordren efter at være blevet angrebet af Stewarts mænd. Ordren var dårligt formuleret og beordrede Wood til at rykke sammen og støtte Raynolds. Selv om han ikke kunne rykke hen til ham, kunne han flytte sine mænd til en position, hvor han kunne yde ham støtte, hvilket åbnede et hul, som korpskommandør Alexander McCook prøvede at fylde, da hele Longstreets fløj angreb. De kunne udnytte dette hul og ramte kolonnerne af unionssoldater i flanken, mens de var i bevægelse. Longstreet havde igen, omend ved et tilfælde, gennemført et succesfuldt overraskelsesangreb, for hvilke han havde et velfortjent ry under krigen.
Unionstropperne i hullet begyndte at falde tilbage, mens de bar på Rosecrans, og McCook's og Crittenden's tropper fulgte snart efter. Ved 13-tiden var Thomas den eneste unionskommandør tilbage på slagmarken. Han modtog besked fra Rosecrans om at trække sine tropper tilbage til Rossville, Georgia, nogle kilometer nordpå i retning mod Chattanooga, men Thomas var for stærkt engageret i kampen til at kunne bevæge sig. Han begyndte at konsolidere styrker på Horseshoe Ridge og Snodgrass Hill. Unionens reservekorpskommandør, generalmajor Gordon Granger, som befandt sig nord for slagmarken ved MacAfee's Church, hørte skydningen mod syd og sendte på eget initiativ brigadegeneral James B. Steedman til støtte for Thomas. Steedman ankom omkring kl. 14.30 lige i tide til at stoppe Longstreets forsøg på at omgå Thomas's højre flanke. Omkring kl. 16 forsøgte Longstreet en sidste gang, men var ikke stand til at bryde Unionens stædige forsvar. Samtidig afviste Thomas et fornyet angreb fra Cheatham på hans venstre flanke.

## Efterspil
Thomas trak sig tilbage til Rossville den følgende nat. Hans heroiske forsvar denne dag gav ham tilnavnet The Rock of Chickamauga. Det anerkendes, at selv om hans tropper kæmpede modigt, var det hans personlige beslutsomhed, som reddede unionshæren fra katastrofe. Bragg undlod at forfølge Unionens styrker som følge af de forfærdelige tab, han havde lidt, samt fordi han manglede logistisk støtte.
Den 21. september trak Rosecrans' hær sig tilbage til byen Chattanooga, mens sydstatshæren indtog de omkringliggende højder og og belejrede Unionens styrker. Ude af stand til at bryde belejringen blev Rosecrans frataget kommandoen over Cumberland-hæren den 19. oktober. Det krævede undsættelse af styrker under generalmajorerne Ulysses S. Grant og William T. Sherman samt et 3. slag ved Chattanooga i november for at bryde Braggs greb om byen.
Selv om slaget blev betragtet som en sejr for Konføderationen, da det bremsede Unionens fremmarch, var det en dyrt købt sejr. Tabene var på 34.624, heraf 16.160 til Unionen og 18.454 til Konføderationen.

## Eksterne links
- Novelle med titlen "Chickamauga" skrevet af Ambrose Bierce med relation til slaget
- Legender fra Tennessee
- Slaget ved Chickamauga Arkiveret 23. november 2007 hos  Wayback Machine
- Slaget ved Chickamauga, af Rick Byrd Arkiveret 17. december 2007 hos  Wayback Machine
- Animeret udgave af Slaget ved Chickamauga Arkiveret 27. september 2007 hos  Wayback Machine
- West Point Atlas kort over slaget Arkiveret 12. marts 2007 hos  Wayback Machine
- Slaget ved Chickamauga: Fra et Alabama infanteri regiment's perspektiv Arkiveret 17. januar 1999 hos  Wayback Machine
- National Park Service Chickamauga and Chattanooga National Military Park
- Information om besøg på slagmarken og det omkringliggende område fra Pastigo.com Arkiveret 9. marts 2008 hos  Wayback Machine